# Busholmen, Helsingfors
Busholmen (finska: Jätkäsaari) är en ö och en del av Västra hamnen i Helsingfors stad, samt en del av Kampmalmens distrikt.
Busholmen var från början en ö.  Den var ansluten till fastlandet i början av 1900-talet, vilket gjorde det till en halvö under lång tid.  Gräsvikens kanal, som grävdes ut på 1990-talet, gjorde dock Busholmen till en ö igen.
År 2008 inleddes ett omfattande byggnadsprojekt som innebär att bostäder till 18 000 personer och arbetsplatser för 6 000 personer ska byggas på Busholmen fram till 2030.
Det finns flera förklaringar till stadsdelens namn. En felaktig förklaring är att namnet refererar till hamnbuse, varifrån den finska översättningen Jätkäsaari från 1929 härstammar. Namnet kan härledas från ett fornsvenskt ord för handelsfartyg, "buza", "butza".  En annan förklaring är att namnet härleds från "buse" som betyder spöke på vissa svenska dialekter. Ön var märkt som "Mörkösaari", vilket innebär "Spökön", på vissa finska kartor fram till år 1912. På finska hette ön Busholma 1912–1929.
Popsångerskan Madonna höll den 6 augusti 2009 en konsert inför 85 000 personer på Busholmen, vilket gör det till den största konserten för en betalande publik i Norden någonsin.'

## Galleri

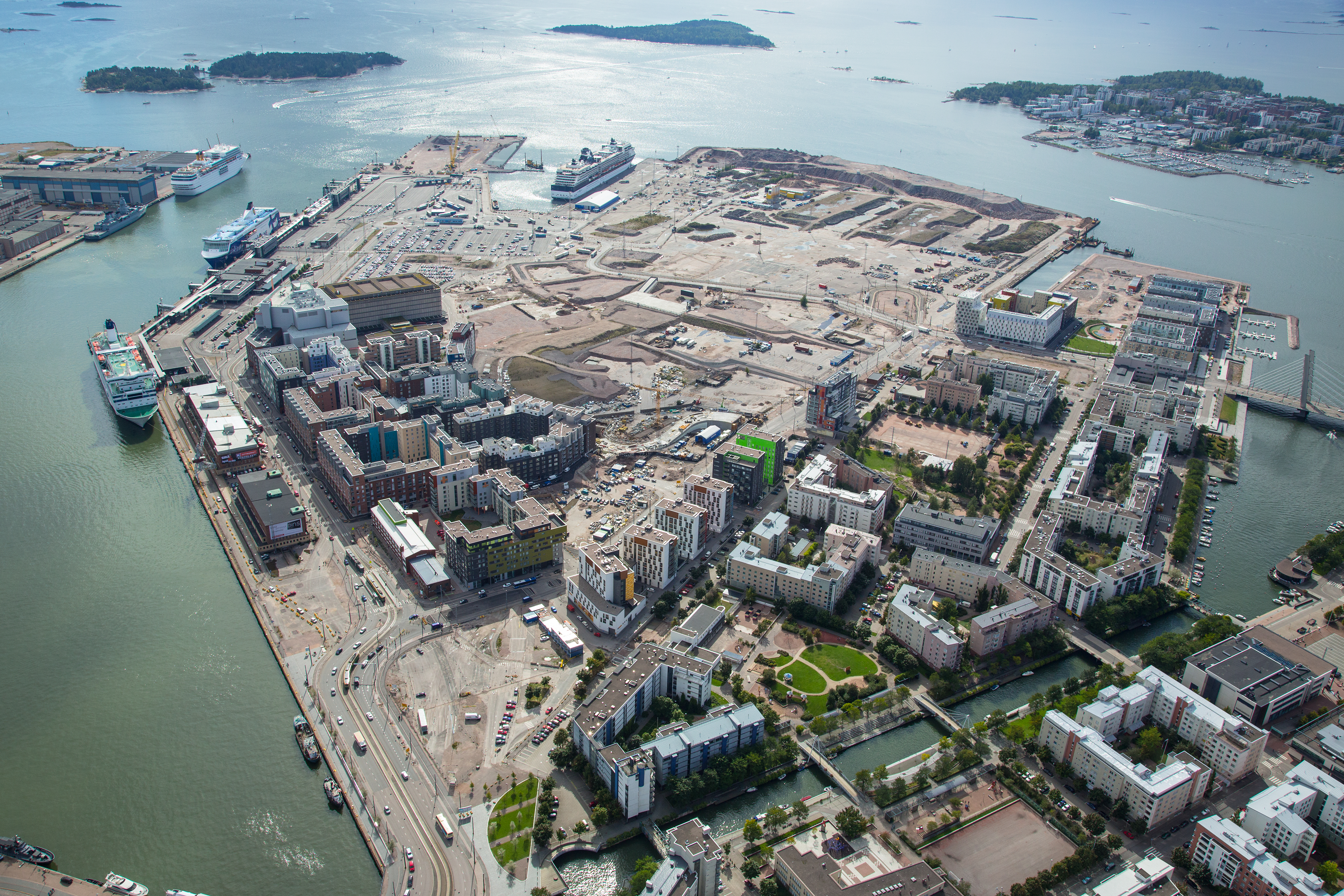
Busholmen år 2014
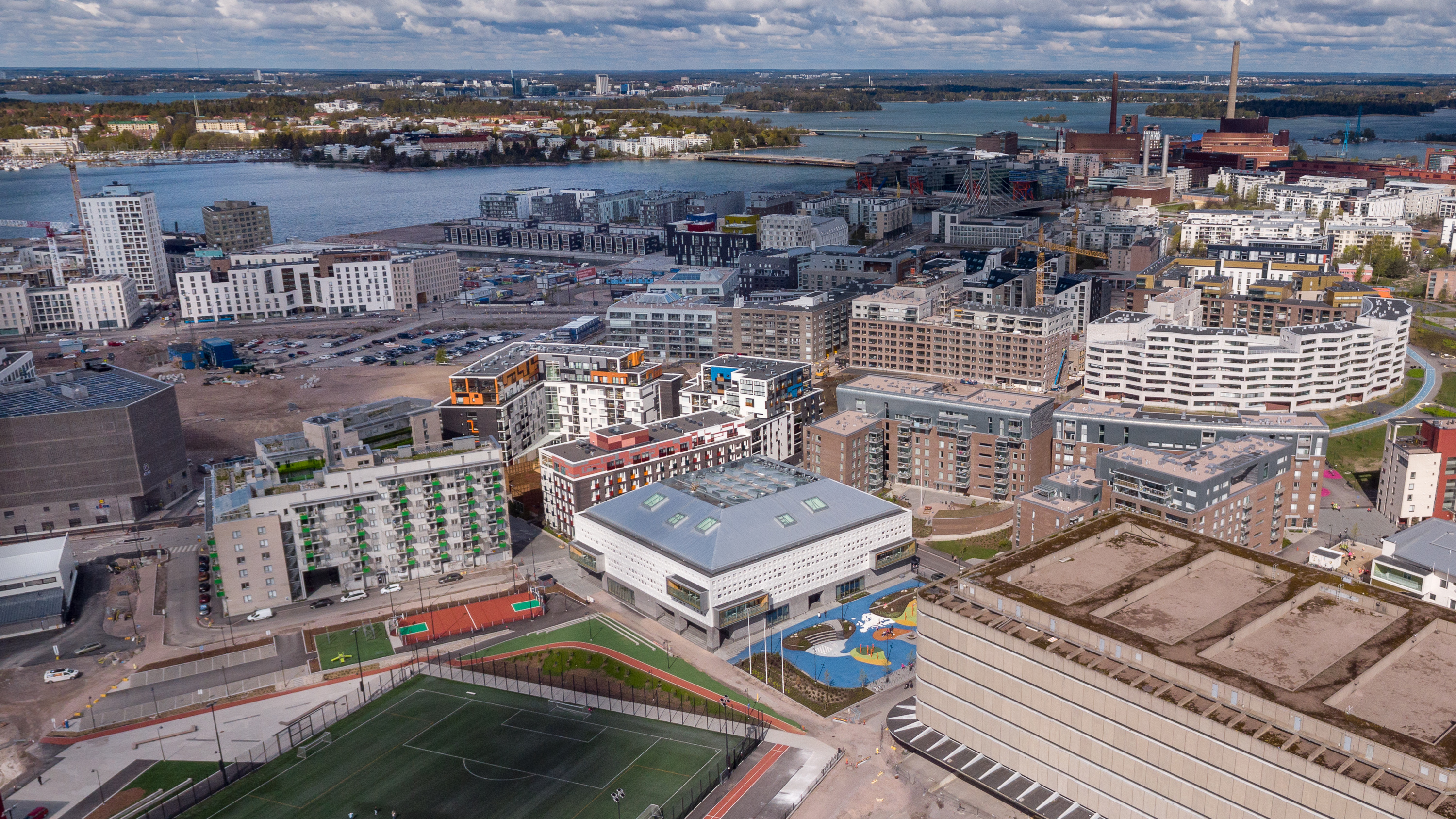
Busholmen år 2020
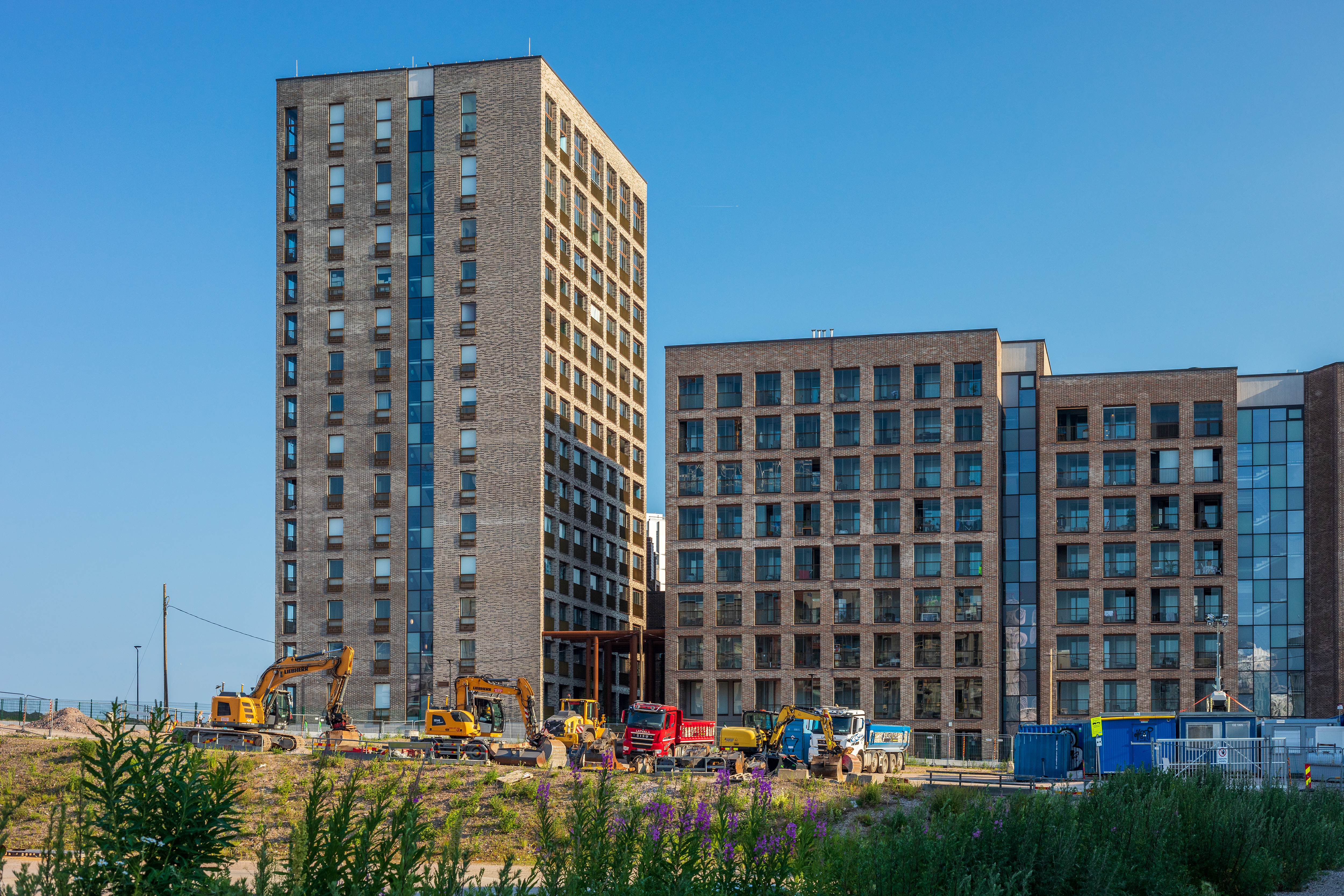
Höghus år 2022
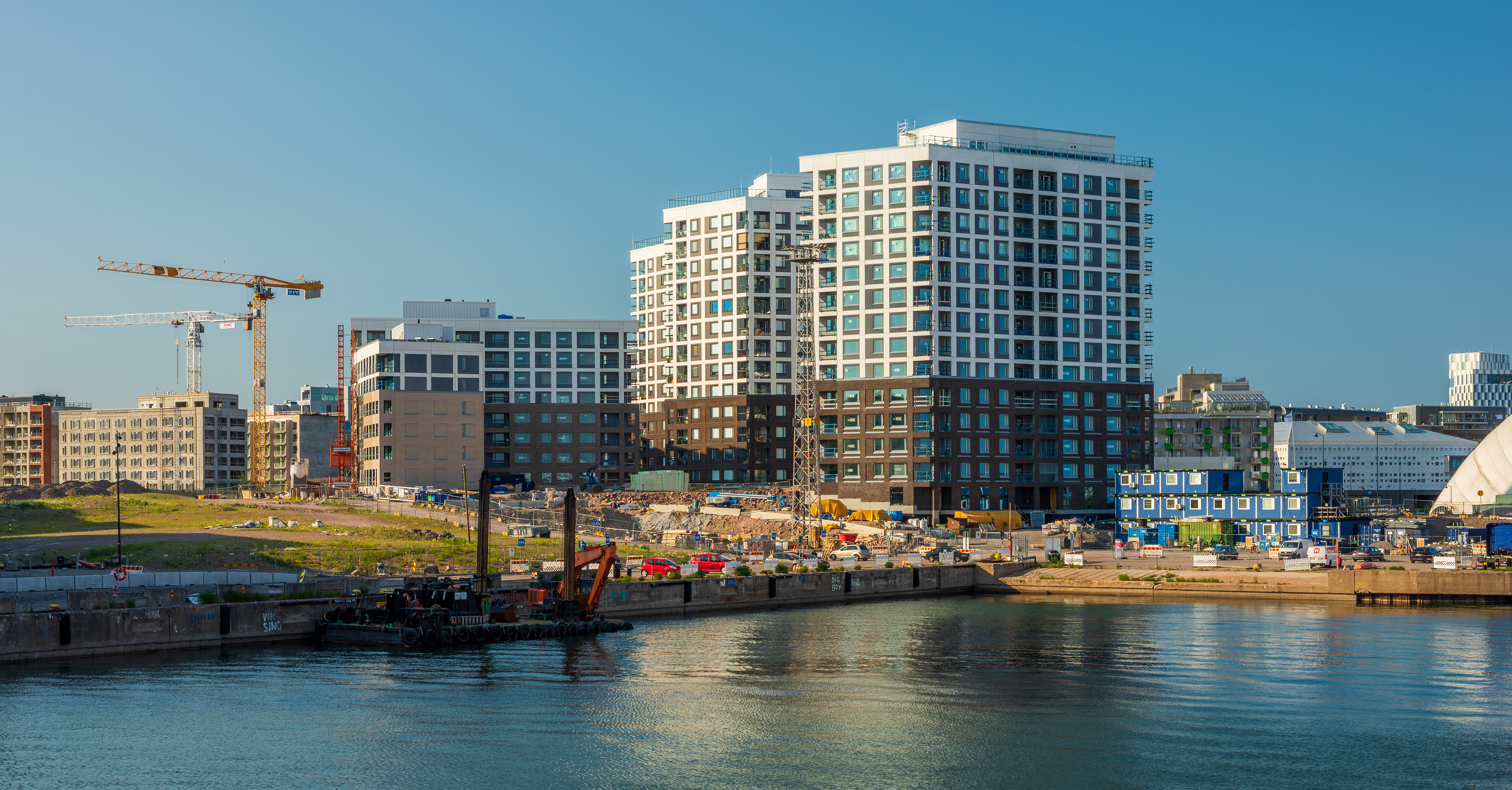
Höghus år 2022
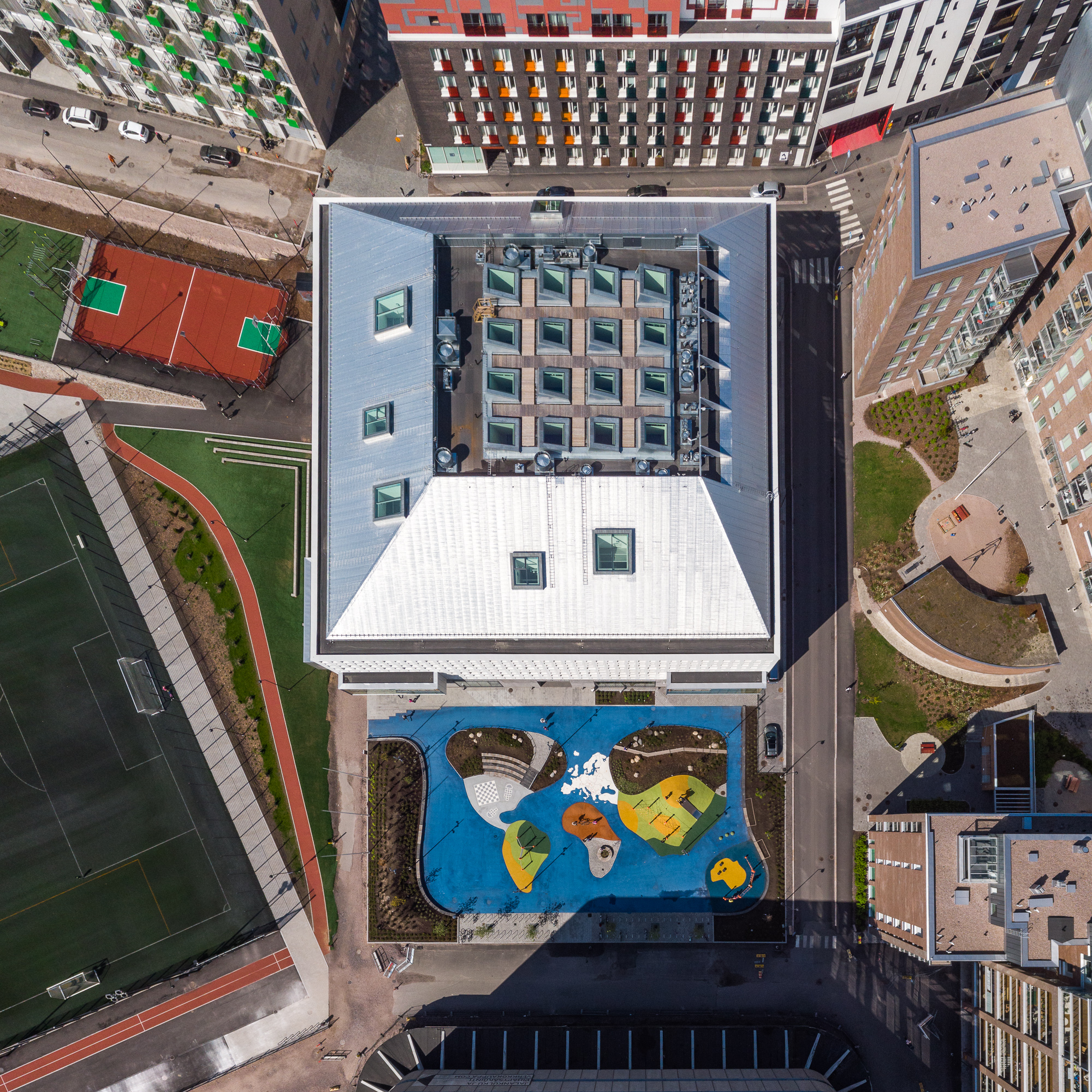
Busholmens grundskola
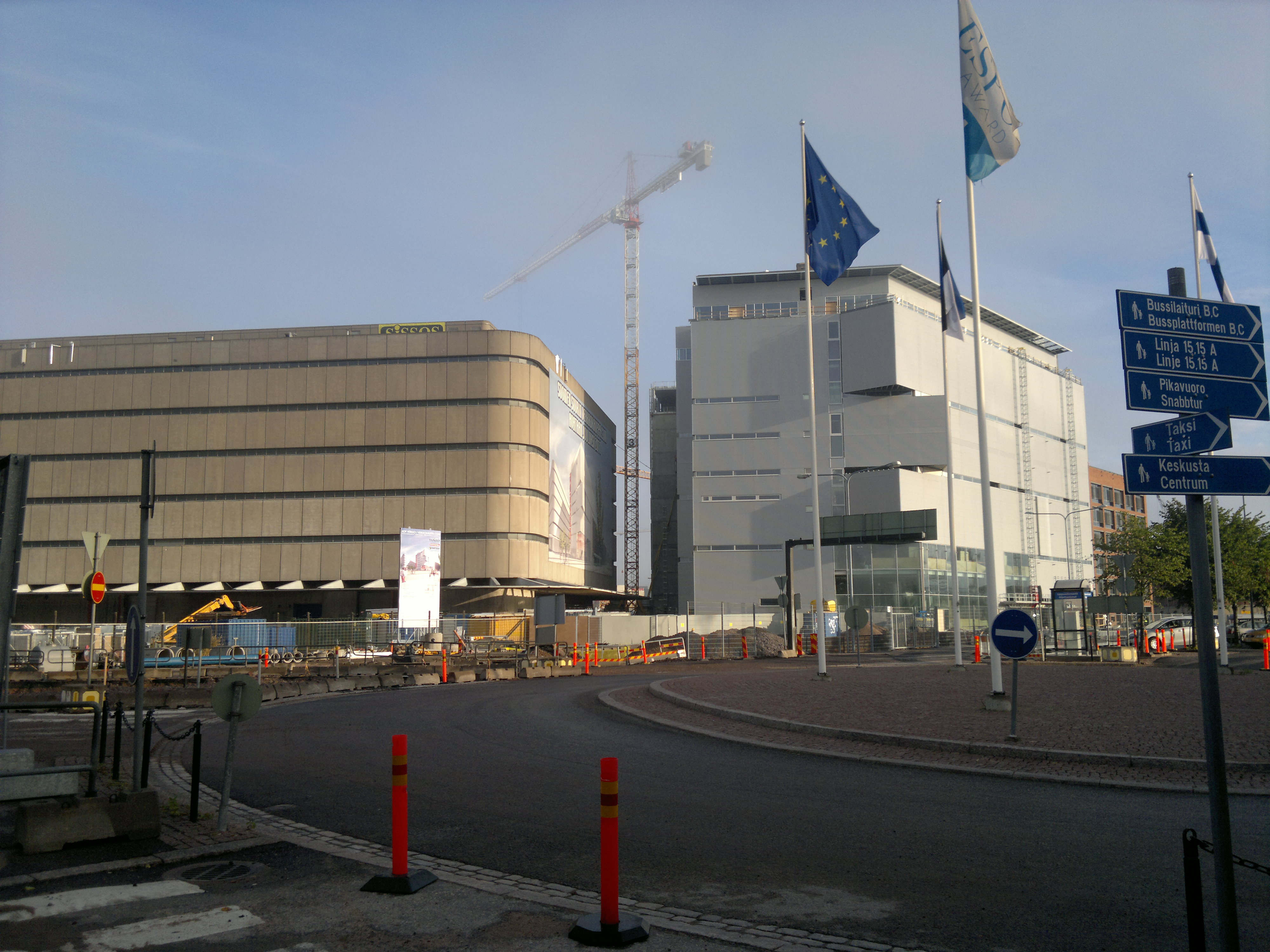
Bunkern och Verkkokauppas varuhus
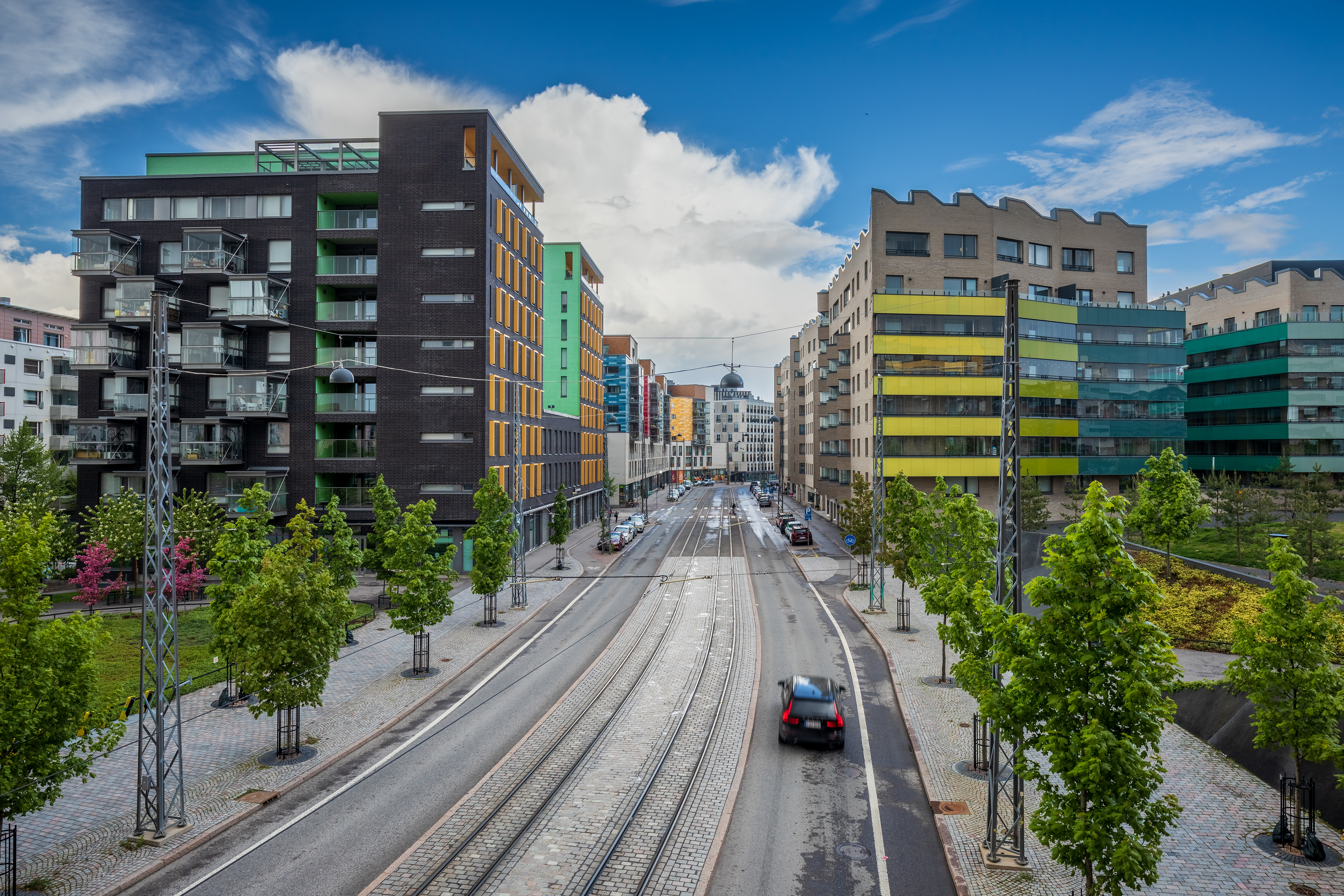
Medelhavsgatan
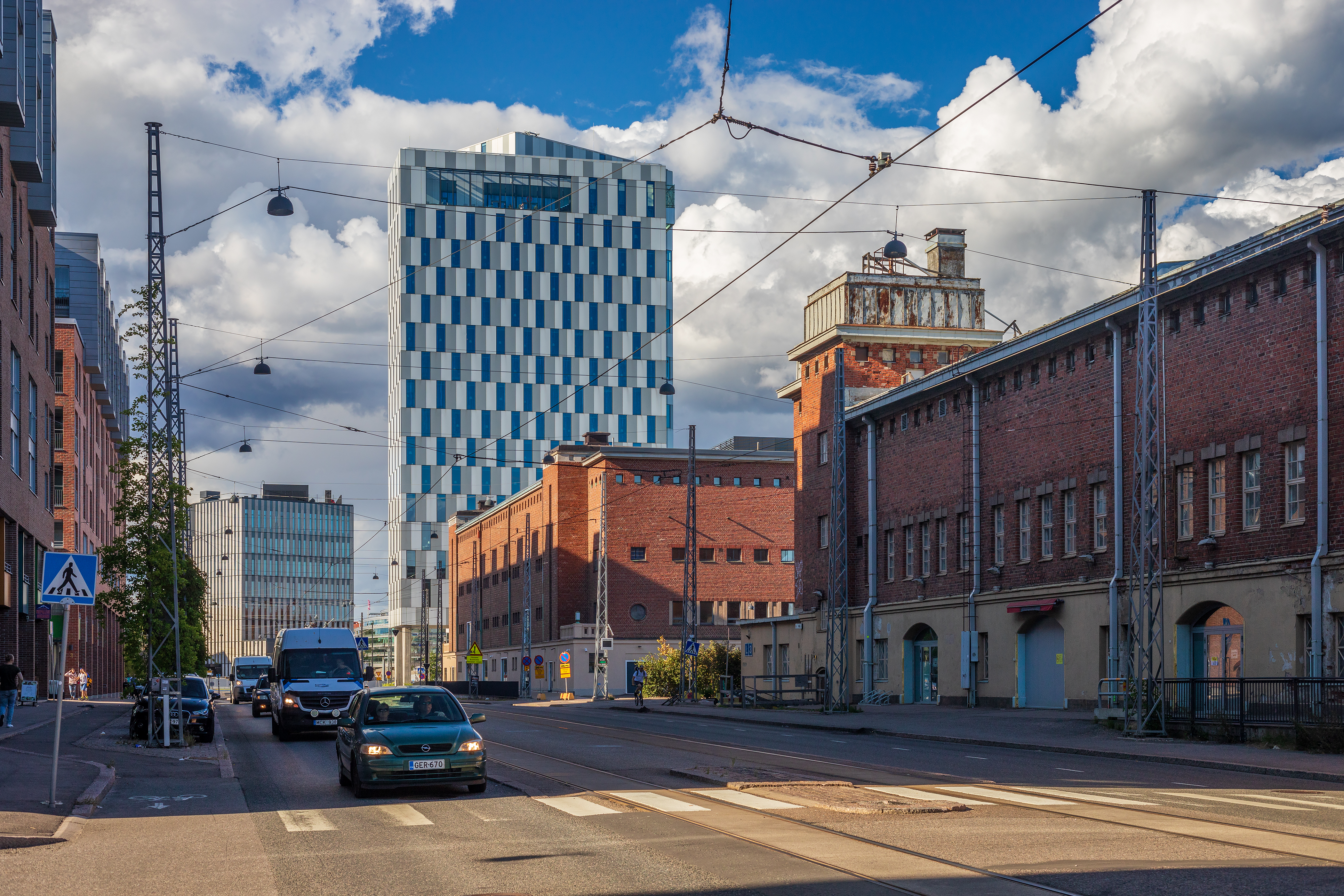
Stillahavsgatan